# Albanien ved OL
Albanien har deltaget i syv sommer-OL og fire vinter-OL. Albaniens første deltagelse var ved sommer-OL 1972 i München, og landet har haft deltagere ved alle legene siden sommer-OL 1992.
Albanien har indtil nu ikke vundet nogen medaljer ved OL.

## Medaljeoversigter
Uddybende artikel: Olympisk medaljetabel.
| Albanias medaljer vedde olympiske sommerlege | Albanias medaljer vedde olympiske sommerlege | Albanias medaljer vedde olympiske sommerlege | Albanias medaljer vedde olympiske sommerlege | Albanias medaljer vedde olympiske sommerlege | Albanias medaljer vedde olympiske sommerlege |                     | Albanias medaljer vedde olympiske vinterlege | Albanias medaljer vedde olympiske vinterlege | Albanias medaljer vedde olympiske vinterlege | Albanias medaljer vedde olympiske vinterlege | Albanias medaljer vedde olympiske vinterlege | Albanias medaljer vedde olympiske vinterlege |
| Lege                                         | Guld                                         | Sølv                                         | Bronze                                       | Totalt                                       | Rang                                         | Lege                | Guld                                         | Sølv                                         | Bronze                                       | Totalt                                       | Rang                                         |                                              |
| 1972 München                                 | 0                                            | 0                                            | 0                                            | 0                                            | –                                            | 1972 Sapporo        | Deltog ikke                                  | Deltog ikke                                  | Deltog ikke                                  | Deltog ikke                                  | Deltog ikke                                  |                                              |
| 1976 Montréal                                | Deltog ikke                                  | Deltog ikke                                  | Deltog ikke                                  | Deltog ikke                                  | Deltog ikke                                  | 1976 Innsbruck      | Deltog ikke                                  | Deltog ikke                                  | Deltog ikke                                  | Deltog ikke                                  | Deltog ikke                                  |                                              |
| 1980 Moskva                                  | Deltog ikke                                  | Deltog ikke                                  | Deltog ikke                                  | Deltog ikke                                  | Deltog ikke                                  | 1980 Lake Placid    | Deltog ikke                                  | Deltog ikke                                  | Deltog ikke                                  | Deltog ikke                                  | Deltog ikke                                  |                                              |
| 1984 Los Angeles                             | Deltog ikke                                  | Deltog ikke                                  | Deltog ikke                                  | Deltog ikke                                  | Deltog ikke                                  | 1984 Sarajevo       | Deltog ikke                                  | Deltog ikke                                  | Deltog ikke                                  | Deltog ikke                                  | Deltog ikke                                  |                                              |
| 1988 Seoul                                   | Deltog ikke                                  | Deltog ikke                                  | Deltog ikke                                  | Deltog ikke                                  | Deltog ikke                                  | 1988 Calgary        | Deltog ikke                                  | Deltog ikke                                  | Deltog ikke                                  | Deltog ikke                                  | Deltog ikke                                  |                                              |
| 1992 Barcelona                               | 0                                            | 0                                            | 0                                            | 0                                            | –                                            | 1992 Albertville    | Deltog ikke                                  | Deltog ikke                                  | Deltog ikke                                  | Deltog ikke                                  | Deltog ikke                                  |                                              |
| 1996 Atlanta                                 | 0                                            | 0                                            | 0                                            | 0                                            | –                                            | 1994 Lillehammer    | Deltog ikke                                  | Deltog ikke                                  | Deltog ikke                                  | Deltog ikke                                  | Deltog ikke                                  |                                              |
| 2000 Sydney                                  | 0                                            | 0                                            | 0                                            | 0                                            | –                                            | 1998 Nagano         | Deltog ikke                                  | Deltog ikke                                  | Deltog ikke                                  | Deltog ikke                                  | Deltog ikke                                  |                                              |
| 2004 Athen                                   | 0                                            | 0                                            | 0                                            | 0                                            | –                                            | 2002 Salt Lake City | Deltog ikke                                  | Deltog ikke                                  | Deltog ikke                                  | Deltog ikke                                  | Deltog ikke                                  |                                              |
| 2008 Beijing                                 | 0                                            | 0                                            | 0                                            | 0                                            | –                                            | 2006 Torino         | 0                                            | 0                                            | 0                                            | 0                                            | –                                            |                                              |
| 2012 London                                  | 0                                            | 0                                            | 0                                            | 0                                            | –                                            | 2010 Vancouver      | 0                                            | 0                                            | 0                                            | 0                                            | –                                            |                                              |
| 2016 Rio de Janeiro                          | 0                                            | 0                                            | 0                                            | 0                                            | –                                            | 2014 Sotji          | 0                                            | 0                                            | 0                                            | 0                                            | –                                            |                                              |
| 2020 Tokyo                                   | 0                                            | 0                                            | 0                                            | 0                                            | -                                            | 2018 Pyeongchang    | 0                                            | 0                                            | 0                                            | 0                                            | –                                            |                                              |
| 2024 Paris                                   | 0                                            | 0                                            | 2                                            | 2                                            | 80                                           | 2022 Beijing        | 0                                            | 0                                            | 0                                            | 0                                            | –                                            |                                              |
| Totalt                                       | 0                                            | 0                                            | 2                                            | 2                                            |                                              | Totalt              | 0                                            | 0                                            | 0                                            | 0                                            |                                              |                                              |